# Orogènesi caledoniana

Localització de les diferents branques dels cinturons de l'orogènesi Caledoniana/Acadiana al final de l'inici del Devonià

L'orogènesi caledoniana va ser una era de formació de muntanyes registrada en les parts septentrionals de les Illes Britàniques, les muntanyes escandinaves, Svalbard, Groenlàndia oriental i parts d'Europa central i del nord. L'orogènesi caledoniana engloba esdeveniments que van ocórrer des de l'Ordovicià a l'inici del Devonià, fa uns 490-390 milions d'anys enrere. Va ser causada pel tancament de l'Oceà Iapetus quan els continents i territoris de Laurència, Bàltica i Avalonia van xocar.
L'orogènesi caledoniana rep el nom de Caledònia, que era el nom llatí per Escòcia. El primer que va usar aquest nom va ser el geòleg Eduard Suess l'any 1885 per un episodi d'orogènesi del nord d'Europa que era anterior al Devonià. Geòlegs com Émile Haug i Hans Stille van veure l'orogènesi caledoniana com un dels diversos episodis de formació de muntanyes ocorreguts en la història de la Terra. Actualment se sap que l'orogènesi caledoniana consta d'un gran nombre de fases tectòniques.

## Història geodinàmica
L'orogènesi caledoniana va ser una de les diverses orogènesis que finalment formarien el supercontinent Pangea en el Paleozoic tardà. En l'inici del Paleozoic la majoria de masses de terra estaven unides en el paleocontinent de Gondwana, centrada al voltant del Pol Sud. Entre fa uns 650 i 550 milions d'anys, els continents més petits de Laurència, Baltica i Sibèria es van separar de Gondwana per desplaçar-se cap al nord cap l'equador. En aquest procés, l'Oceà Iapetus entren Gondwana, Baltica i Laurència es va obrir.
En el període Ordovicià, l'Oceà Rheic va començar a expandir-se, empenyent a Bàltica i Avalonia en direcció al continent Laurència. Baltica i al nord d'Avalonia col·lidiren en primer lloc, produint l'orogènesi caledoniana durant el període Silurià. Al final d'aquest període, i durant el següent Devonià, la resta d'Avalonia també col·lidí provocant l'Orogènesi Acadiana, durant la qual es van formar els Apalatxes.